# Rafael Humberto Larios López
Rafael Humberto Larios López (San Salvador, 1941) es un militar salvadoreño retirado.

## Biografía
Nació en San Salvador, el año de 1941, es hijo de José Rafael Larios y Zoila Aminta López. Sus hermanos son Byron Fernando, Leonel José, Daysi Rhina y José Rafael Larios López.
De 1989 a 1990 fue el titular del Ministerio de la Defensa Nacional de El Salvador durante el masacre en la UCA.